# Liam O'Flynn
Pour les articles homonymes, voir O'Flynn.
Liam O'Flynn (Liam Ó Floinn ou Liam Óg Ó Floinn en irlandais), né le 15 avril 1945 et mort le 14 mars 2018, était un musicien traditionnel irlandais, sonneur de uilleann pipes.

## Biographie
Liam O'Flynn est né à Kill, dans le comté de Kildare, dans une famille de musiciens. Son père, Liam, jouait du fiddle, et sa mère, Masie, du piano.
Il fait ses premières armes sur des uilleann pipes auprès de Tom Armstrong, du comté de Kildare. Leo Rowsome (en), Willie Clancy et Séamus Ennis, tous trois sonneurs de uilleann pipes, eurent une importance significative sur son développement musical et son répertoire.
Dans les années 60, il remporte plusieurs championnats dans des festivals organisés par Oireachtas ou Comhaltas Ceoltóirí Éireann.
Quelques années plus tard, au début des années 70, il fonde le groupe Planxty avec Christy Moore, Dónal Lunny et Andy Irvine.
Il collabore ensuite avec, entre autres, The Everly Brothers, Enya, Kate Bush, Nigel Kennedy, Rita Connolly et Mark Knopfler. Il travaille également aux bandes son de films tels que La Rivière du Sixième Jour et Kidnapped, ainsi qu'avec John Cage, mais ses travaux les plus notables sont ceux qu'il réalise avec le compositeur Shaun Davey, en particulier pour la suite pour uilleann pipes et orchestre écrite par ce dernier.
En 1985, Liam O'Flynn reçoit un Irish National Entertainment award, pour sa contribution unique à la musique traditionnelle.
Sa collaboration avec le prix Nobel de littérature (1995), Séamus Heaney, est également remarquable. Elle donne naissance, en 2003, à l'album The Poet and The Piper.
Il a composé un grand nombre de pièces musicales, dont The Bridge, interprété pour la présidente Mary McAleese, lors de sa prise de fonction, en 1997. Il a participé à plus de cinquante albums, et continua de se produire en solo ou avec son groupe, le Piper's Call Band.
En 2007, il est consacré Traditional Musician of the Year par la télévision irlandaise TG4.

## Discographie
Solo
- Liam O'Flynn (1988) ;
- The Fine Art Of Piping (1991) ;
- Out To An Other Side (1993) ;
- The Given Note (1995) ;
- The Piper's Call (1999).

Avec Christy Moore
- Prosperous (album).

Avec Planxty
- Planxty (album) (1973) ;
- The Well Below the Valley (1973) ;
- Cold Blow and the Rainy Night (1974) ;
- After The Break (1979) ;
- The Woman I Loved So Well (1980) ;
- Words and Music (1983) ;
- Planxty (2004).

Avec Shaun Davey
- The Brendan Voyage (1980) ;
- The Pilgrim (1983) ;
- Granuaile (1985) ;
- The Relief Of Derry Symphony (1990) ;
- May We Never Have To Say Goodbye (2006) ;
- Voices From The Merry Cemetery (2010).

Avec Seamus Heaney
- The Poet and The Piper (2003).